# Tête de paysanne
Tête de paysanne est un tableau peint par Pieter Bruegel l'Ancien en 1568. Il est conservé à l'Alte Pinakothek à Munich.